# Федоровка (Тверська область)
Федоровка (рос. Фёдоровка) — присілок в Кімрському районі Тверської області Російської Федерації.
Населення становить 299 осіб. Входить до складу муніципального утворення Федоровське сільське поселення.

## Історія
Від 2005 року входить до складу муніципального утворення Федоровське сільське поселення.

## Населення
| 1859 | 2002 | 2010 |
| ---- | ---- | ---- |
| 289  | ↗326 | ↘299 |